# Eyeliner

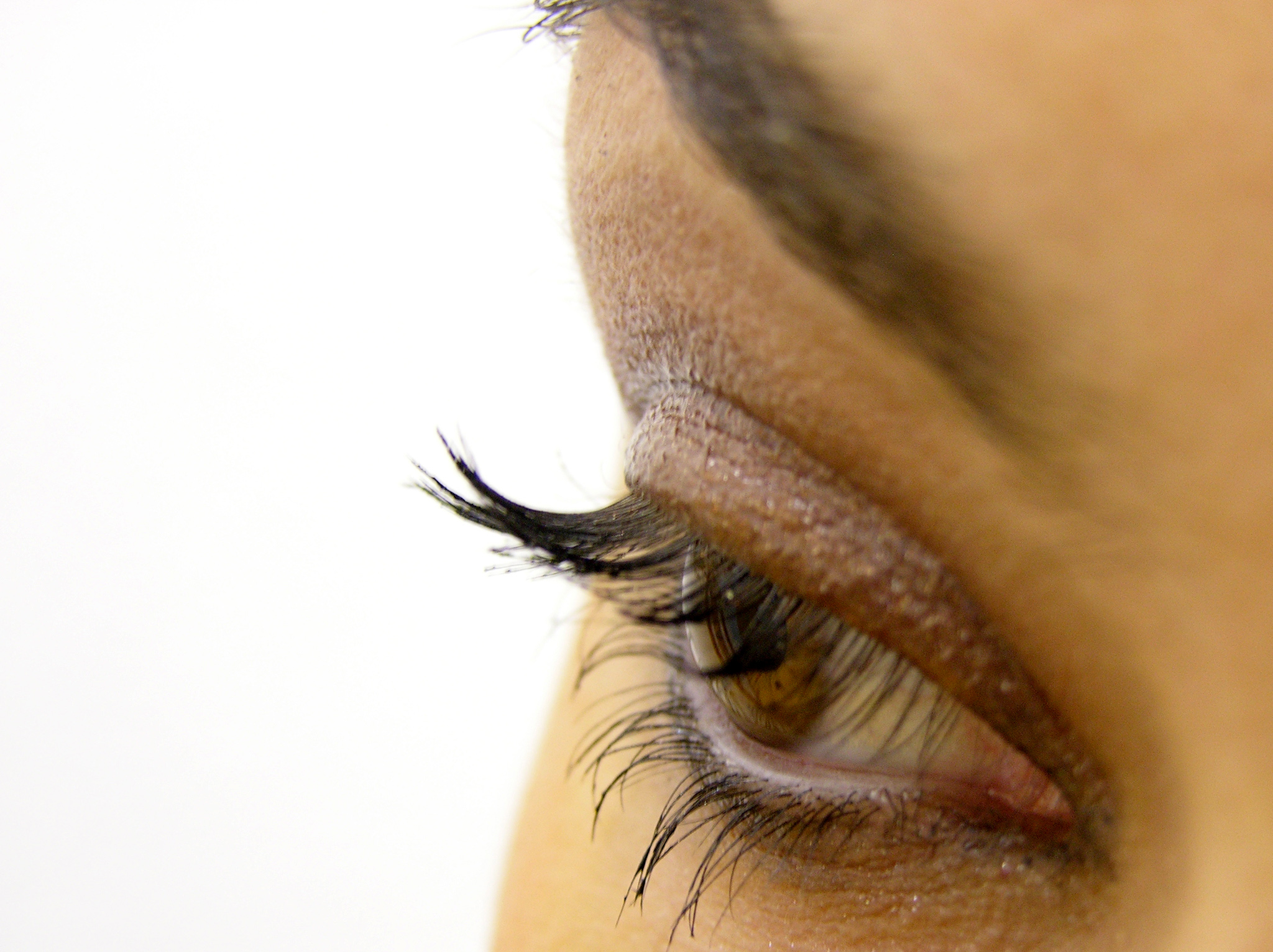
Kreska wykonana brązowym eyelinerem.

Eyeliner – kosmetyk służący do podkreślenia oczu. Maluje się nim kreski na górnej i dolnej powiece, tuż przy linii rzęs.
Najczęściej stosowane są eyelinery czarne, szare lub brązowe, rzadziej kolorowe.

## Rodzaje
- eyeliner płynny
- eyeliner-flamaster
- eyeliner w kamieniu
- eyeliner w żelu
- eyeliner z pędzelkiem